# 関西学院千里国際中等部・高等部
関西学院千里国際中等部・高等部（かんせいがくいんせんりこくさいちゅうとうぶ・こうとうぶ）は、大阪府箕面市小野原西に所在し、中高一貫教育を提供する私立中学校・高等学校。

## 概要
主に海外帰国生徒を受け入れることを目的にしており、編入学は各学年・各学期ごとにできる（帰国生でなくとも中1での入学可）。高等部は文部科学省のスーパーグローバルハイスクールに認定されている。また、関西在住の外国人子弟を対象とした大阪インターナショナルスクールも同敷地内にあり、校舎・授業・課外活動・理念・経験・夢を共にして」おり、「Two School Together(二つで一つの学校)」としている。
また、各生徒が自宅からパソコンを持ち込み、授業に活用している(BYOD)。
なお、西南側に隣接の大阪府立北千里高等学校の住所は千里ニュータウンの藤白台（吹田市）のため、関学千里国際も千里ニュータウンの立地とみなされる。

## 沿革

### 略歴
阪急電鉄をはじめとする関西の諸企業の支援の下で設置された学校法人千里国際学園により、1991年（平成3年）に「大阪国際文化中学校・高等学校」という校名で開校し、8年後の1999年（平成11年）4月に「千里国際学園中等部・高等部」に改称した。
2005年から学校法人関西学院と連携協力協定を結び、関西学院大学への推薦入学制度を導入した。更に、千里国際学園の教育方針と関西学院の国際化推進の思惑が合致したこともあり、2008年に両者は合併協議を開始し、2年後の2010年、千里国際学園は関西学院に吸収合併された。これを受けて千里国際中・高と大阪インターナショナルスクールは関西学院に移管され、同学院千里国際キャンパスの構成校として新たに歩み始めた。

### 年表
- 1991年（平成3年） - 「大阪国際文化中学校・高等学校」が開校
- 1999年 - 「千里国際学園中等部・高等部」に改称
- 2010年 - 「関西学院千里国際中等部・高等部」に改称

## 基礎データ

### 交通アクセス

#### 鉄道
- 最寄り駅は阪急千里線北千里駅、または北大阪急行電鉄・大阪モノレール千里中央駅

#### バス
- 北千里駅より約15分、千里中央駅より約25分（6番乗り場、阪急バス78番）[5]

## 諸活動

### クラブ活動

#### シーズン制スポーツ(Sabers)
一年の内、決まった期間のみに活動をするスポーツクラブ。そのため、いくつものクラブを経験する事ができる。
※トライアスロン、ランニング、スイミングは一年を通じて行われる。基本的に中学生は火曜日・木曜日、高校生は月曜日・水曜日・金曜日に部活動を行う。
- 男子・女子サッカー（MS,HS）
- 男子・女子バレーボール（MS,HS）
- 男子・女子バスケットボール
- テニス（男女混合）
- 野球
- ソフトボール
- バドミントン（男女混合）
- 卓球（男女混合）
- タッチラグビー（男女混合）
- トライアスロン（男女混合）
- ランニング（男女混合）
- スイミング（男女混合）

#### その他のクラブ
シーズン制スポーツとは違い、基本的に年中活動する。3人以上の部員と顧問の先生がいれば、新たに研究会を作ることも可能。
クラブとして部費を貰うには部員5人以上が必要。
- TeamScience
- コンピューター部 Computer Club
- ロボット部 Robot Club
- 文芸部 Literature Club
- CLUB AID（軽音部）Music Club
- 茶道部 Japanese tea ceremony Club
- 点字部 Braille Club
- 科学部 Science Club
- 彩都プロジェクト
- イラストレーション部
- Love is All（ボランティア）
- 写真部 Photography Club
- おかし部 Sweets cooking
- 地球防衛隊（ボランティア）
- 日本語演劇部 Drama Club
- 囲碁部 Go Club
- English Drama Club
- Juggling Club
- 心霊研究部 Occult study
- 鉄道研究会　Train & Railway Club
- 競技カルタ部　Competitive “Karita” tournament Club
- ダンス部　Dance Club
- ディベート部　Debate Club

## 著名な出身者
- 浦野芽良 - TBSアナウンサー
- 木田真理子 - バレリーナ
- 冨岡愛 - シンガーソングライター
- 西山耕平 - 読売テレビアナウンサー